# Karl Offermann (Politiker)

Karl Offermann

Karl Offermann (* 21. November 1884 in Saargemünd; † 14. Juli 1956 in Freiburg im Breisgau) war ein deutscher Politiker (NSDAP).

## Leben und Wirken
Nach dem Besuch der Volksschule, der Mittelschule und der Oberrealschule gehörte Karl Offermann von 1904 bis 1905 ein Jahr lang dem 1. Lothringischen Pionier-Bataillon Nr. 16 Metz an. In den Jahren von 1905 bis 1934 arbeitete Offermann als Angestellter bei der Reichszollverwaltung. Unterbrochen wurde diese Tätigkeit von 1914 bis 1918 durch die Teilnahme am Ersten Weltkrieg, in dem er an der Westfront kämpfte und als Kompanie-Führer beim Pionier-Bataillon 14 eingesetzt wurde.
1923 wurde Offermann während der französischen Besetzung des Ruhrgebiets als Bezirkszollkommissar in Aachen von französischen Besatzungstruppen festgenommen und zwangsweise aus dem Ruhrgebiet ausgewiesen. Später amtierte er noch als Vorsteher der Zollstelle Kehl am Rhein.
Zum 1. Juli 1929 trat er der NSDAP bei (Mitgliedsnummer 143.485), fünf Jahre später wurde Offermann hauptberuflicher Parteifunktionär: Am 1. September 1934 wurde er zur Dienstleistung im NSKK aus dem Zolldienst beurlaubt. In der SA übernahm er am 12. Juni 1930 die Aufgaben eines Sturmführers. Während der restlichen Dauer der NS-Herrschaft führte Offermann verschiedene Einheiten der Motor-SA und des NSKK, zuletzt die Motorobergruppe Ost. Bei der NSKK erreichte Offermann 1943 den Rang eines Obergruppenführers.
Vom 29. März 1936 bis zum Ende der NS-Herrschaft im Frühjahr 1945 saß Offermann für den Wahlkreis 32 (Baden) im nationalsozialistischen Reichstag. Ab 1937 war er Mitglied beim Volksgerichtshof und ab 1943 zudem als Regierungsdirektor in Berlin tätig.